# Operacja Płynny Ołów
Operacja Płynny Ołów (hebr. ‏מִבְצָע עוֹפֶרֶת יְצוּקָה‎, Miwca Oferet Jecuka) – rozpoczęta przez Siły Obronne Izraela (IDF, Cahal) 27 grudnia 2008 (o godz. 11 czasu miejscowego; 9:30 UTC) operacja wojskowa, której celem była likwidacja członków i zniszczenie infrastruktury Hamasu w Strefie Gazy.
W wielu krajach arabskich wydarzenie to określano jako Masakra Gazy (arab. ‏مجزرة غزة‎). Konflikt ten to kolejna odsłona konfliktów i wojen izraelsko-arabskich. Bezpośrednią przyczyną rozpoczęcia działań zbrojnych było wznowienie ostrzału terytorium Izraela przez palestyńskie ugrupowanie Hamas po zakończeniu rozejmu z 19 czerwca 2008, który wygasł 19 grudnia 2008. Organizacja ta oskarżyła Izrael o niezniesienie blokady Strefy Gazy i powtarzające się rajdy wojsk izraelskich. Izrael obciążył natomiast Hamas za ataki rakietowe i moździerzowe na południe kraju. Jak twierdzą władze państwa żydowskiego, ich celem jest obrona przed palestyńskimi rakietami i zapobieżenie dalszemu zbrojeniu się Hamasu. Tymczasem Hamas żąda zakończenia izraelskich ataków i zniesienia blokady Strefy Gazy.
Pierwszego dnia izraelskiej operacji, siły lotnicze zbombardowały ponad 100 celów w ciągu czterech minut, włączając w to bazy Hamasu, obozy treningowe, kwatery i biura we wszystkich głównych miastach Strefy Gazy, takich jak Gaza, Bajt Hanun, Chan Junus i Rafah. Infrastruktura cywilna, taka jak meczety, domy i szkoły, również została zaatakowana. Izrael twierdzi, że wiele z tych budynków było wykorzystywanych do składowania broni, a ataki nie były wymierzone w cywilów. Izraelska marynarka wojenna zacieśniła blokadę Strefy Gazy, czego efektem był incydent z jednostką cywilną.
Hamas zintensyfikował swe ataki rakietowe i moździerzowe przeciwko Izraelowi w trakcie trwania konfliktu, uderzając w miasta Beer Szewa i Aszdod. Zasięg rakiet tej organizacji wzrósł z 16 do 40 km. Ataki te spowodowały ofiary wśród cywilów izraelskich i straty w infrastrukturze.
3 stycznia 2009 izraelskie wojsko rozpoczęło inwazję lądową na Strefę Gazy, wykorzystując piechotę zmechanizowaną, broń pancerną i jednostki artyleryjskie, wspierane przez śmigłowce. Izraelski minister obrony Ehud Barak zapowiedział, że będzie to wojna prowadzona do samego końca, podczas gdy rzecznik Hamasu Ismail Radwant zadeklarował, że jego organizacja będzie walczyć do ostatniego tchu.
Międzynarodowe reakcje na konflikt to przede wszystkim wezwania do wprowadzenia natychmiastowego zawieszenia ognia, a także wyrazy zaniepokojenia odnośnie do sytuacji humanitarnej w Strefie Gazy oraz uwagi dotyczące dostarczania tam pomocy humanitarnej. W odpowiedzi na nie, Izrael ogłosił, że każdego dnia będzie wprowadzał na trzy godziny zawieszenie broni, co jednak nie zostało zrealizowane.
8 stycznia 2009 Rada Bezpieczeństwa Organizacji Narodów Zjednoczonych przyjęła rezolucję 1860, wzywającą do natychmiastowego zawieszenia broni i wycofania żołnierzy izraelskich. Poparło ją 14 z 15 członków Rady – jeden (Stany Zjednoczone) wstrzymał się od głosu. Izraelski premier Ehud Olmert nazwał rezolucję niewykonalną z powodu powtarzających się ataków rakietowych, a Ayman Taha z Hamasu stwierdził, że ONZ nie bierze pod uwagę interesów naszego narodu.
18 stycznia 2009 między stronami konfliktu wprowadzono zawieszenie broni. W operacji zginęło 14 Izraelczyków i 1350 Palestyńczyków, w tym setki cywilów, kobiet i dzieci.

## Tło konfliktu
Strefa Gazy jest jednym z najgęściej zaludnionych obszarów na Ziemi. Zgodnie z danymi z CIA Factbook, pochodzącymi z czerwca 2007 roku, zamieszkiwało ją 1 482 405 osób, które żyły na terenie o powierzchni 360 km² (4117,8 osób/km²). Prawie połowę z nich stanowiły w wieku do 14 lat (44,7% w czerwcu 2007).
Po zwycięstwie Hamasu w wyborach w 2006 roku i konflikcie militarnym tego ugrupowania z Fatahem, Hamas przejął kontrolę administracyjną nad Strefą Gazy. Izrael i Egipt zamknęły przejścia graniczne ze Strefą Gazy, nakładając blokadę na to terytorium, zakazując wywozu czegokolwiek i umożliwiając wwóz jedynie takiej ilości towarów, aby nie dopuścić do kryzysu humanitarnego. Palestyńczycy ze Strefy Gazy omijali blokadę, drążąc podziemne tunele. Niektóre z nich były używane do przemycania broni. Hamas i inne palestyńskie organizacje paramilitarne zwiększyły liczbę wystrzeliwanych ze Strefy Gazy rakiet Kassam i Grad oraz pocisków moździerzowych, które spadały na południowy Izrael. Odpowiedzią na to były bombardowania przeprowadzone przez izraelskie lotnictwo w 2007 i 2008.
Hamas odmawia uznania Izraela i opowiada się za jego zniszczeniem, podczas gdy Izrael postrzega Hamas jako organizację terrorystyczną, którą należy rozbroić.
19 czerwca 2008 rozpoczął się okres zawieszenia działań zbrojnych (arab. ‏Tahdia‎) pomiędzy Hamasem i Izraelem, wymuszony przez Egipt, odnoszący się do Strefy Gazy. Zgodnie z informacjami New York Times, żadna ze stron nie respektowała jednak warunków zawieszenia broni. Warunkiem zawieszenia broni było zaprzestanie ataków rakietowych na Izrael w zamian za zakończenie blokady Strefy Gazy. Wkrótce potem jednak pojawiły się oskarżenia o kontynuowanie szmuglowania broni do Strefy Gazy przez tunele z Egiptu. Izrael stwierdził także, że ataki rakietowe nie zakończyły się zupełnie, a Hamas nie kontynuował negocjacji na temat uwolnienia porwanego w 2006 roku żołnierza izraelskiego, Gilada Szalita. Tymczasem Hamas oskarżał Izrael o utrzymywanie blokady. 18 grudnia Brygady Izz as-Din al-Kassam, militarne skrzydło Hamasu, poinformowały o 185 izraelskich naruszeniach rozejmu.
Ostrzał rakietowy terytorium Izraela zmniejszył się o 98% w okresie 4,5 miesiąca pomiędzy 18 czerwca a 4 listopada, w porównaniu z takim samym przedziałem czasowym poprzedzającym zawieszenie broni. Nagły wzrost ilości wystrzelonych pocisków nastąpił 4 listopada, co było efektem ataku bombowego na tunel na terenie Strefy Gazy, który według izraelskich źródeł miał służyć do porywania żołnierzy IDF przez siły Hamasu. Hamas nie przyznawał się do ataków, stwierdzając, że nawet uwięził kilku z tych, którzy odpalali rakiety. Human Rights Watch zwrócił jednak uwagę, że zostali oni wkrótce potem uwolnieni.

## Wydarzenia

### 19 grudnia – 26 grudnia
19 grudnia o godzinie 5:00 czasu polskiego zakończył się rozejm między Hamasem a Izraelem. Palestyńskie ugrupowanie Hamas zapowiedziało wznowienie ataków na Izrael.
Kilka godzin po wygaśnięciu rozejmu z Gazy wystrzelono w kierunku Izraela dwie rakiety, które nie wyrządziły poważniejszych szkód oraz przeprowadzono zamach bombowy w izraelskim mieście Sederot. Ranne zostały 2 osoby.
W odwecie za wystrzelenie rakiet z Gazy 20 grudnia 2008 Izrael przeprowadził bombardowanie w Strefie Gazy. W wyniku ostrzału zginął palestyński bojownik, a dwóch kolejnych odniosło rany.
21 grudnia izraelskie samochody pancerne wystrzeliły pociski koło obozu uchodźców w Dżabalji, raniąc pięciu Palestyńczyków, wśród nich dwoje dzieci. W odwecie bojownicy Hamasu odpalili piętnaście pocisków moździerzowych, które spadły na terytorium Izraela.
24 grudnia Hamas ze Strefy Gazy wystrzelił ponad 80 rakiet i pocisków moździerzowych, które spadły na terytorium Izraela. Rakiety nie wyrządziły poważniejszych szkód, natomiast społeczeństwo izraelskie było coraz bardziej oburzone, ponieważ rząd nie podjął żadnych działań, aby chronić Izrael przed spadającymi rakietami. Wojsko jedynie wstrzymało otwarcie przejść granicznych do Strefy Gazy.
25 grudnia izraelscy przywódcy ostrzegli palestyńskie ugrupowanie Hamas, które dalej prowadziło atak z Gazy, że w przypadku dalszej agresji palestyńskich rakiet Izrael użyje siły zbrojnej.
26 grudnia Izrael otworzył przejście graniczne ze Strefą Gazy. W następstwie wjechało do Strefy 90 ciężarówek z pomocą humanitarną.

## Operacja Płynny Ołów

### 27 grudnia
27 grudnia izraelskie śmigłowce odpaliły 30 rakiet, które spadły na Gazę. W wyniku tego nalotu, zginęło 225–292 Palestyńczyków, a ponad 1000 odniosło rany. W izraelskiej operacji brało udział ok. 60 samolotów. Wśród ofiar śmiertelnych był Tawfik Dżabber, szef policji Hamasu w Strefie Gazy.
Ataki oprócz głównego miasta Strefy, objęły także w mniejszym stopniu miasta Chan Junus i Rafah. Celem ataku były przede wszystkim instytucje Hamasu oraz budynki użyteczności publicznej. Zniszczona została m.in. główna kwatera policji, w której podczas ataku odbywała się ceremonia zaprzysiężenia nowych funkcjonariuszy (według materiałów AFP).
Już po izraelskim ataku bojownicy Hamasu odpalili kilka pocisków, które spadły m.in. na izraelskie Netiwot. Zginęła jedna osoba, dwie odniosły rany.

### 28 grudnia – 29 grudnia
Tuż po północy 28 grudnia Izrael ponowił ataki. Samoloty izraelskie ostrzelały i zniszczyły meczet w mieście Gaza. Izrael zbombardował również granicę Strefy Gazy z Egiptem.
Wojsko izraelskie, zapowiedziało także częściową mobilizację rezerwistów, którzy mogliby być przydatni podczas operacji lądowej. Na granicę ze Strefą Gazy wjechały izraelskie czołgi.
29 grudnia podczas izraelskiego ostrzału rakiety spadły na palestyńskie ministerstwo spraw wewnętrznych w Gazie, islamski uniwersytet i meczet w mieście Dżabalija. Podczas tych bombardowań zginęło co najmniej 7 osób. Wśród ofiar znalazło się 5 dziewczynek, które zginęły podczas ostrzału meczetu. W jego trakcie rakiety spadły na ich dom, który bezpośrednio sąsiadował ze świątynią.
Z kolei po stronie izraelskiej poległa druga ofiara cywilna. Wystrzelona przez Hamas z Gazy rakieta zabiła arabskiego robotnika w mieście Aszdod. W wyniku tego ostrzału, także 17 innych osób odniosło rany. Wszyscy poszkodowani pracowali na budowie. Podczas tego dnia na terytorium Izraela spadło ok. 10 rakiet typu Grad.
Tego dnia także do izraelskie siły obronne ogłosiły Strefę Gazy, jako zamkniętą strefę wojskową.

### 30 grudnia – 31 grudnia
W nocy z 29 na 30 grudnia izraelskie siły lotnicze przeprowadziły kolejny szturm. Podczas kolejnych bombardowań zginęło co najmniej 10 Palestyńczyków, a około 40 zostało rannych.
Celami nocnych nalotów były palestyńskie instytucje oraz kancelaria byłego premiera. Izraelskie samoloty zniszczyły kilka opuszczonych budynków mieszkalnych. Ponadto w Gazie nie było elektryczności.
Z kolei Palestyńczycy wystrzelili w nocy serię 80 rakiet Kassam i Grad, które spadły na izraelskie tereny koło Negewie i Kibuc Nahal-Oz. Zginęło 2 Izraelczyków, a 12 osób zostało rannych. W okolicach Nazaretu izraelscy Arabowie w nocy obrzucili kamieniami żydowski autobus i inne pojazdy. 6 agresorów zostało aresztowanych przez policję.
Także tego dnia na morzu 50 km od wybrzeży Gazy wydarzył się incydent. Izraelski okręt wojenny uszkodził statek Dignity należący do pro-arabskiej organizacji „Wolność Gazy” przez staranowanie.

31 grudnia na miasto Beer Szewa w Izraelu spadły dwie rakiety, wystrzelone przez Hamas. Jedna z rakiet spadła na pole, druga trafiała w przedszkole. Palestyńscy bojownicy wystrzelili także około 50 rakiet, które trafiły izraelskie miasta Ber Szewy i Aszkelon. Ucierpiały dwie osoby. W miastach pozamykano szkoły.
Ehud Barak ogłosił mobilizację 2500 rezerwistów izraelskich. Izrael po raz kolejny zbombardował budynki Hamasu, za pomocą 35 rakiet. Zniszczono także podziemny tunel przemytniczy na granicy z Egiptem w rejonie Rafah. Lotnictwo w godzinach wieczornych zbombardowało meczet w Gazie, a z morza izraelska marynarka wojenna ostrzelała obozy szkoleniowe Hamasu na wybrzeżu.
Z kolei szef francuskiego MSZ Bernard Kouchner zwrócił się do Ehuda Olmerta z prośbą o zaakceptowanie planu Francji, gdyż to zawieszenie broni pozwoliłoby na dostarczenie do Strefy Gazy pomocy humanitarnej. Izrael odrzucił francuski plan, tłumacząc, iż nie można oczekiwać jednostronnego rozejmu od Izraela, przy czym Hamas dalej będzie ostrzeliwać teren Izraela i szmuglować broń przez korytarze na przejściu granicznym z Egiptem.

### 1 stycznia – 2 stycznia
Ehud Barak poinformował, iż została powiększona specjalna strefa wojskowa do 40 km. wokół Strefy Gazy. Wojsko izraelskie rozdawało ulotki cywilom z instrukcjami, jak postępować podczas ataków rakietowych.
Hamas wystrzelił 6 rakiet na terytorium Izraela. Nikt nie ucierpiał.
Lotnictwo izraelskie ostrzelało budynki Hamasu, a także parlament w Gazie. Podczas bombardowania zniszczona została kwatera milicji Hamasu w Rafah. W nalotach zginął Nizar Rajan, jeden z pięciu głównych przywódców Hamasu. Do Gazy wjechało 5 karetek.
Cippi Liwni 1 stycznia udała się do Francji, by spotkać się z Nicolasem Sarkozym. Celem wizyty było objaśnienie przyczyn i przebieg operacji.
Hamas ogłosił 2 stycznia „dniem gniewu” przeciw Izraelowi. Hamas zorganizował marsze rozpoczynające się we wszystkich meczetach na Zachodnim Brzegu Jordanu.
W innym nalocie troje palestyńskich dzieci zginęło w Chan Junus. W nocy lotnictwo izraelskie ostrzelało meczet w obozie uchodźców Dżabalija w Strefie Gazy.
Siły Obronne Izraela umożliwiły wyjazd 400 osobom ze Strefy poprzez otwarcie przejścia granicznego w Erez, po czym wprowadzili całkowitą blokadę Strefy.

### 3 stycznia – 4 stycznia
Nocą 3 stycznia izraelskie lotnictwo zaatakowało ponad 20 obiektów Hamasu w Strefie Gazy. Izraelscy piloci zbombardowali m.in. obóz szkoleniowy Hamasu oraz skład broni. W wyniku tych ataków zginął jeden z liderów zbrojnego skrzydła Hamasu Abu Zakaria al-Jamal.
W odpowiedzi na nocną ofensywę, palestyńscy bojownicy wystrzelili dwie rakiety i jeden pocisk moździerzowy w kierunku terytorium Izraela. Nikt nie ucierpiał w tym odwecie.
W godzinach wieczornych do północnej części Strefy Gazy wkroczyły niewielkie jednostki izraelskich sił specjalnych, których działania były bezpośrednio wspierane przez śmigłowce bojowe oraz ogień artylerii i czołgów, pozostających na obrzeżach strefy. Równocześnie z tymi działaniami, izraelska marynarka wprowadziła całkowitą blokadę morską w obszarze 20 mil morskich od wybrzeża strefy, a siły powietrzne przeprowadziły bombardowania 45 celów Hamasu.
Począwszy od wieczoru 3 stycznia, przez noc i poranek 4 stycznia w Strefie Gazy, a zwłaszcza na przedmieściach Gazy, wojska izraelskie toczyły walkę z bojówkami Hamasu. 30 izraelskich żołnierzy odniosło rany, a 1 żołnierz zginął. Z kolei po stronie Hamasu zginęło 2 bojowników oraz 10 cywilów. W wybuchu izraelskiego pocisku w centrum handlowym zginęło kolejnych 7 Palestyńczyków. Ponadto Hamas poinformował, iż pojmał dwóch izraelskich żołnierzy.

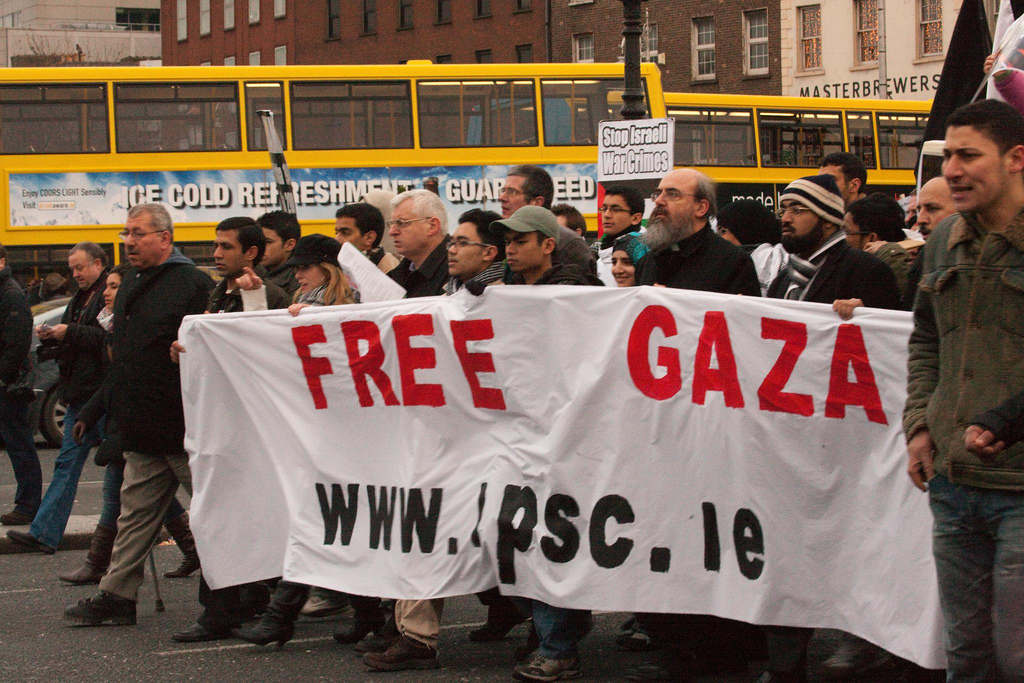
Antyizraelskie protesty

W Turcji odbyły się demonstracje antyizraelskie. Według ich organizatorów, wzięło w nich udział ok. 700 tys. osób.

### 5 stycznia – 6 stycznia
W nocy na terenie Strefy Gazy Izrael zbombardował 130 celów. Amnesty International, na podstawie zebranych zdjęć i zeznań naocznych świadków, stwierdziła, że w atakach na miejscowość Bajt Lahija użyto amunicji z białym fosforem. Używanie białego fosforu przez IDF zostało później potwierdzone przez liczne raporty niezależnych organizacji humanitarnych.
W tym samym czasie siły lądowe kontynuowały operację w terenie, wspierane przez siły powietrzne i morskie. W północnych częściach Gazy w nocy toczyły się dalej walki lądowe. Rannych zostało 10 Izraelczyków. W dzień rannych zostało kolejnych 5 żołnierzy podczas wymiany ognia w środkowej części strefy. Z kolei Palestyńczycy podczas dnia wystrzelili 10 rakiet.

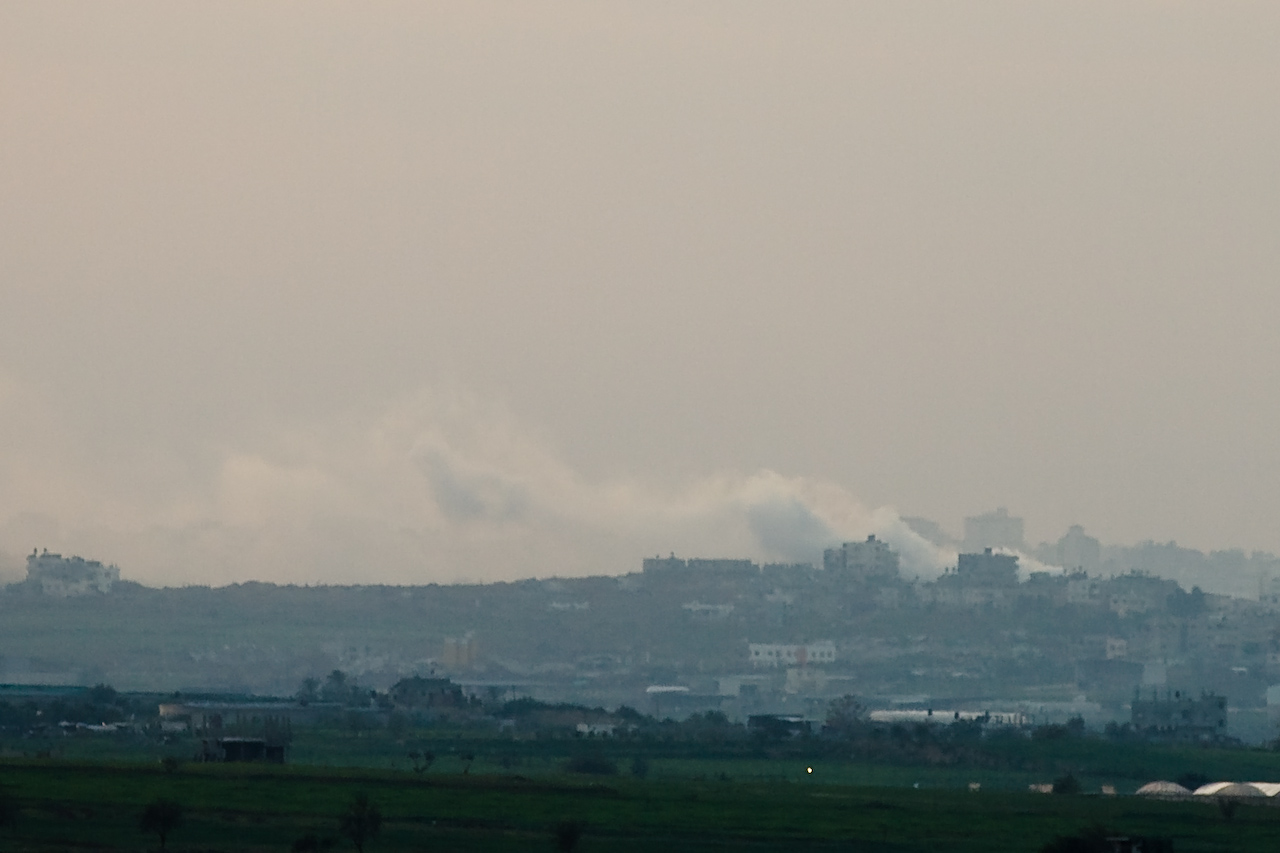
Dym nad Gazą (12 stycznia 2009)

W Gazie nadal trwały starcia między Hamasem a Izraelem. Oprócz samych bojowników, ginęli też kolejni cywile. Hamas w walce był ciągle wspierany przez Islamski Dżihad. W nocy w omyłkowym ostrzale budynku przez izraelski czołg zginęli trzej izraelscy żołnierze, 20 zostało rannych. Był to czwarty poległy żołnierz izraelski podczas operacji Płynny Ołów.
6 stycznia wojska izraelskie ostrzelały podwórze szkoły al-Fachura w Muchajjam Dżabalija, przez co zginęło 44 Palestyńczyków, w tym czternaścioro dzieci. Izraelskie wojska podjęły bitwę o kontrolę nad miastem Chan Junus. Armię lądową cały czas wspierały czołgi i lotnictwo. Izraelczycy zniszczyli bunkier Hamasu i wyrzutnie rakiet Grad, która ostrzeliwała terytorium Izraela. Wcześniej bojownicy Hamasu odpowiedzieli sześcioma rakietami, które spadły na miejscowość Nagew.

### 7 stycznia – 9 stycznia
Palestyńczycy wystrzelili 25 rakiet typu Grad, które spadły na Izrael. O godzinie 13 zawieszono chwilowo broń, by do Strefy Gazy mogły się dostać służby medyczne. Pierwszy wstrzymanie walk złamał Hamas który wystrzelił 2 kolejne rakiety. Następnie po godzinie 16 Izrael kontynuował operacje w Gazie gdzie nadal trwało oblężenie i w Chan Junus.
Islamscy bojownicy z niezidentyfikowanej jednostki wystrzelili z Libanu dwie rakiety, które raniły 2 osoby na terytorium Izraela. W izraelskim Ma’aleh Adumim zatrzymano Palestyńczyka, który usiłował wysadzić w powietrze stacje benzynową. Jedna osoba została ranna.
Izraelska artyleria rano wystrzeliła pięć pocisków, które spadły na miasto Nakoura w południowym Libanie. Po izraelskich atakach zamknięto szkoły w południowym Libanie. Następnie rząd libański potępił poranny atak Izraela. W nocy izraelskie siły powietrzne zbombardowały w Rafah obiekty Hamasu. Celami były bunkry, przechowalnie amunicji w domach i meczecie, a także 15 wyrzutni rakiet. Podczas oblężenia Gazy jeden żołnierz został ranny.
9 stycznia izraelski premier Ehud Olmert uznał rezolucję Rady Bezpieczeństwa ONZ nr 1860 za niewykonalną, wspominając przy okazji o ostrzale rakietowym Izraela. Zdaniem Hamasu rezolucja nie odpowiada ani interesom tej organizacji, ani interesom narodu palestyńskiego. W swojej rezolucji Rada Bezpieczeństwa ONZ wezwała do całkowitego wycofania wojsk izraelskich ze Strefy Gazy, utworzenia korytarzy dla pomocy humanitarnej oraz potępienia aktów przemocy wobec ludności cywilnej zarówno izraelskiej, jak i palestyńskiej.

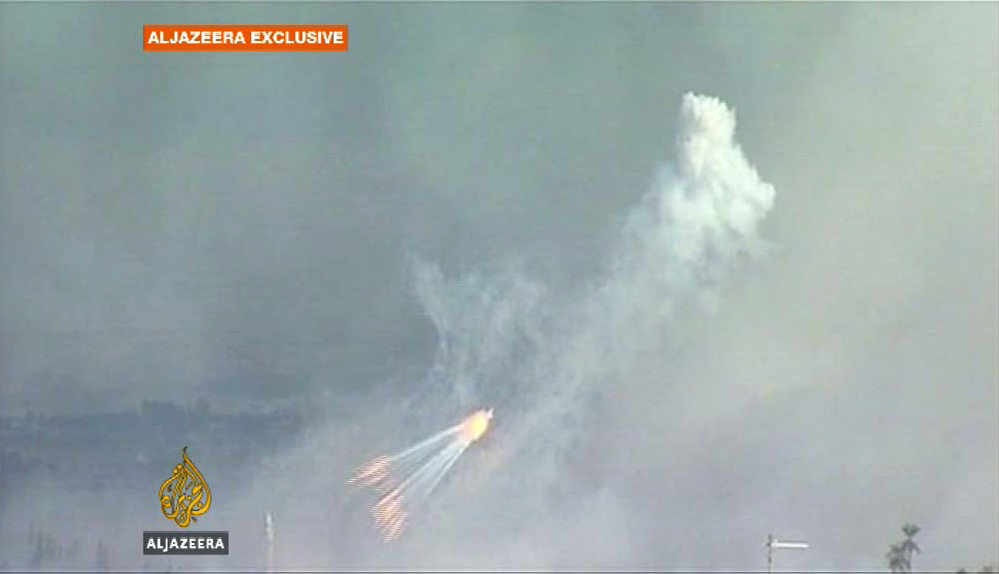
Atak izraelski z wykorzystaniem broni zapalającej – biały fosfor

Rankiem Palestyńczycy ze Strefy wystrzelili 4 rakiety typu Grad, które spadły na Beer Szewa. Ranny został jeden Izraelczyk. Palestyńczyk w Rechowot atakował siekierą Izraelczyków, których spotkał na ulicy. Po zaatakowaniu dwóch osób został obezwładniony.
Izrael wprowadził w szabat blokadę Zachodniego Brzegu Jordanu. Między 13.00 a 16.00 wstrzymał także działania wojenne, by do strefy walk mogły wjechać ciężarówki z żywnością oraz ambulansy z zaopatrzeniem humanitarnym.
O godzinie 15.40 czasu Greenwich, izraelska rakieta uderzyła w budynek PressTV leżący w Strefie Gazy. W wyniku ataku, uszkodzona została część nadajników znajdujących się na dachu.

### 10 stycznia – 11 stycznia
W nocy Palestyńczycy wystrzelili 10 rakiet Grad i Kassam, które spadły na izraelskie miasto Negew. W mieście Aszkelon rannych zostało 3 Izraelczyków.
Izraelczycy ostrzelali obiekty Hamasu w Chan Junus, zbombardowali rynek w Beit Lahiji, a także atakowali Gazę. W Dżabalii w ostrzale czołgów zginęło 8 cywilów. W 40 nalotach zginęło 15 bojowników. Z kolei na obrzeżach Gazy w walkach, rannych pozostało 5 żołnierzy. Izraelskie wojska wstrzymały działania militarne tylko na trzy godziny (13-16), by do Strefy Gazy mogły wjechać służby medyczne.
Mahmud Abbas spotkał się z egipskim prezydentem Husni Mubarakiem w Kairze. Na rozmowach ustalono jedynie, że obie strony konfliktu są odpowiedzialne za niezastosowanie egipsko-francuskiej propozycji rozejmu.
Izraelskie wojska ostrzelały w nocy kilka domów w Chan Junus. Działania prowadzili także na obrzeżach Gazy. Z kolei lotnictwo z powietrza bombardowało cele w Gazie.
Rankiem 11 stycznia palestyńscy bojownicy wystrzelili 5 rakiet typu Grad.
Generał Jo’aw Galant, dowódca izraelskich wojsk, stwierdził, że w najbliższych dniach warto byłoby przejść do zdobycia pełnej kontroli nad obecnie oblężonymi miastami w Strefie Gazy. Mamy unikalną okazję uregulowania problemu, którym jest Hamas – uzasadniał swoje stanowisko generał. Galant zwrócił się też do Ehuda Olmerta i Ehuda Baraka o zwiększenie wojsk w Gazie. Izrael zniszczył 20 tuneli w Rafah. Podczas ostrzału południowych krańców Strefy Gazy odłamki jednej z bomb zraniły 2 egipskich dzieci i 2 policjantów.
W godzinach popołudniowych izraelscy żołnierze zostali na Wzgórzach Golan ostrzelani przez Syrię. Nikt nie został ranny, uszkodzono jedynie pojazd. Izrael wniósł skargę ws. incydentu do sił ONZ. Według sił pokojowych UNDOF sprawcą incydentu był syryjski żołnierz.

### 12 stycznia – 13 stycznia
Hamas odpalił 13 rakiet Grad, które spadły na miasta Aszkelon, Sederot i Beer Shevę. W godzinach zawieszenia (13-16) ognia wystrzelono rakietę Grad, która spadła na Aszkelon.
Izrael zniszczył meczet w Dżabalija, w którym przechowywana była amunicja. Izrael wzmocnił swoje wojska wysyłając kolejne oddziały rezerwistów do Gazy. Władze jednak zaprzeczają, jakoby armia Izraela miała podjąć trzecią fazę operacji, czyli szturm na oblegane miasta.
13 stycznia Palestyńczycy wystrzelili 16 rakiet. Nikt nie ucierpiał. Jordański terrorysta ostrzelał rano posterunek izraelskiej straży granicznej. Z całej sytuacji wywiązała się wymiana ognia.
W nocnych walkach pod Gazą rannych zostało 4 żołnierzy Izraela. Zginęło około 20 Palestyńczyków. Z kolei podczas popołudniowego desantu spadochroniarzy na 4 wyrzutnie rakiet Grad, zginęło 9 Palestyńczyków, a 2 żołnierzy zostało rannych. Wyrzutnie zniszczono.
W rejonie Kirjat Arba w Judei, Palestyńczycy ostrzelali Izraelitów. 3 żołnierzy zostało rannych.
W godzinach przedpołudniowych (9–12) Izrael wpuścił 120 ciężarówek do Strefy Gazy, podczas chwilowego zawieszenia broni.

### 14 stycznia – 15 stycznia
Palestyńscy bojownicy wystrzelili 5 rakiet Kassam, które spadły na Negew. Nikt nie ucierpiał. Islamscy bojownicy z Libanu odpalili 3 rakiety Katiusza, które spadły na izraelskie Kirjat Szemona. Nie ma doniesień o ofiarach. W odpowiedzi na to artyleria Izraela wystrzeliła 8 pocisków.
W Samarii i Judei siły izraelskie aresztowały 4 Palestyńczyków, którzy byli poszukiwani.
Na przedmieściach Gazy nadal toczyły się walki. Rany odniosło 5 izraelskich wojskowych. Prócz walk w Gazie, lotnictwo zbombardowało budynek sądu w Gazie, 35 tuneli przemytniczych, a także około 25 obiektów Hamasu.

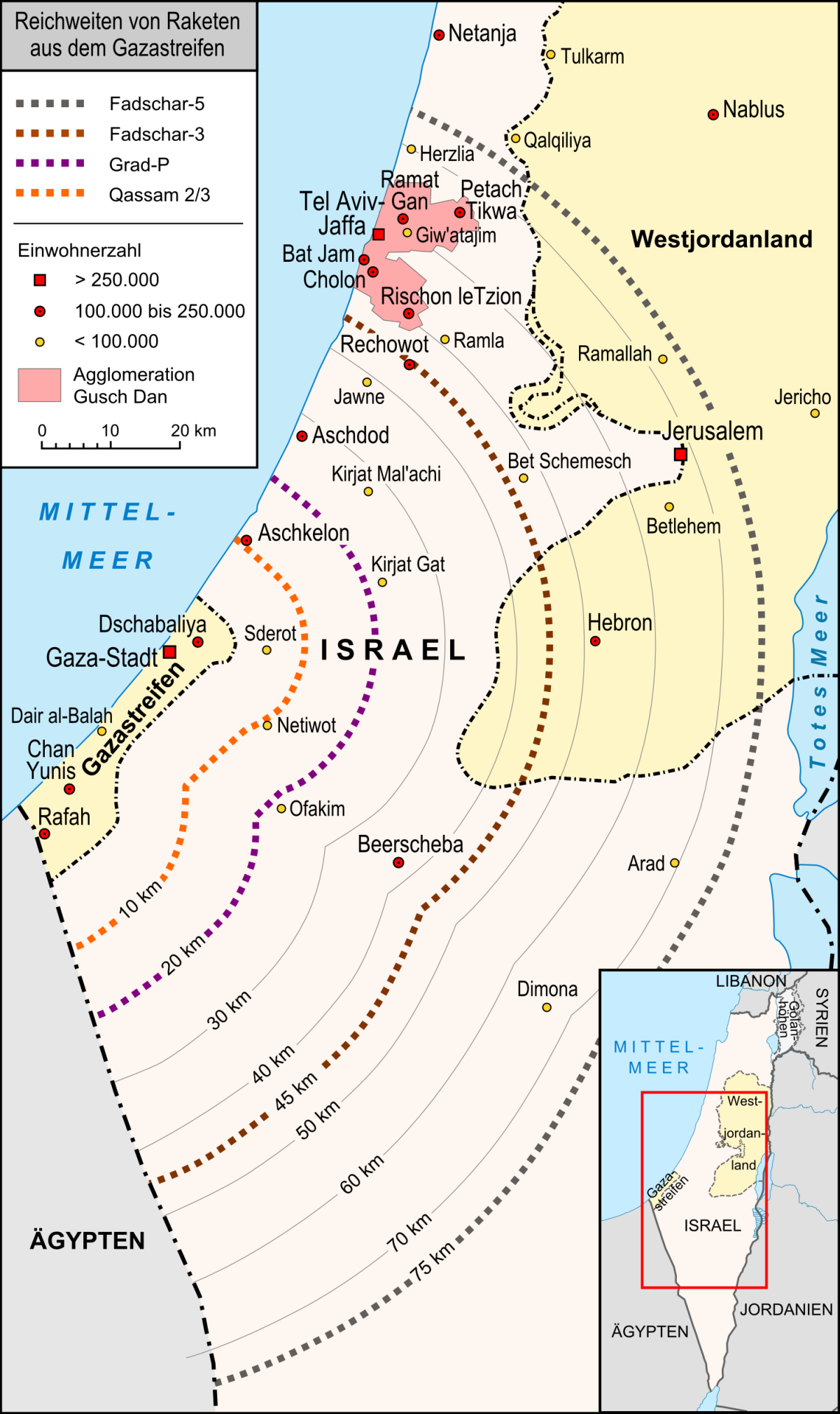
Zasięg rakiet Hamasu

Izraelskie wojska kontynuowały ostrzał Gazy. W dzielnicy tego miasta – Tal al-Hawa tysiące mieszkańców ucieka z domów przed zbliżającymi się oddziałami izraelskimi. Podczas ostrzału Gazy, izraelski pocisk trafił w budynek ONZ. Narody Zjednoczone zażądały śledztwa w tej sprawie, jednak władze izraelskie złożyły wyrazy ubolewania nad tym faktem, tłumacząc atak pomyłką. Opublikowane później materiały ujawniły użycie substancji zapalającej – prawdopodobnie białego fosforu. Wywołał on pożar, który zniszczył setki ton zapasów.
Pociski trafiły też szpital i siedzibę agencji prasowych. W wyniku trafienia przez pocisk agencji prasowej ranny został dziennikarz. Pociski artyleryjskie dosięgły też szpital Al-Kuds w Gazie.
Izraelska marynarka wojenna u wybrzeży Gazy zatrzymała statek pod grecką banderą, który transportował pomoc humanitarną dla Palestyny.
Minister spraw wewnętrznych hamasowskiego rządu i jeden z liderów Hamasu, Said Sijam zginął podczas ataku izraelskiego lotnictwa w pobliżu miasta Gaza. Wiadomość o śmierci Sijama podały źródła Hamasu. Potwierdziła ją strona izraelska.

### 16 stycznia – 17 stycznia
Równolegle do walk w Gazie prowadzone były rozmowy dotyczące zawieszenia broni. Hamas zażądał natychmiastowego wstrzymania izraelskiej ofensywy, a strona izraelska domaga się zaprzestania ataków rakietowych na Izrael. Rozmowy te prowadzone były w Kairze oraz Waszyngtonie przez szefową MSZ Cipi Liwni oraz negocjatora Amosa Gilada. Wcześniej w nocy Izrael ostrzelał co najmniej 40 celów w Gazie.
16 stycznia o godzinie 9.00 czasu polskiego strona izraelska ze względów humanitarnych zawiesiła ofensywę na cztery godziny, po trwających całą noc nalotach.
17 stycznia sześć osób zginęło w zbombardowanej przez Izrael szkole UNRWA w Bajt Lahija. Informowano, że oenzetowskie budynki „przestają być bezpieczne” dla ludności Strefy Gazy. Wśród ofiar była kobieta i dziecko, którzy zginęli gdy pierwszy pocisk uderzył bezpośrednio w szkołę. Kolejne pociski wybuchały w pobliżu budynku.
Według relacji mieszkańców wsi Chuza’a oraz belgijskiego dziennikarza Bruno Stevensa podczas ataku na Chuza’a Izraelici celowo niszczyli domy, strzelali do karetki pogotowia, a także stosowali pociski z białym fosforem, przez co zginęło 14 osób.
Hamas będzie walczył z Izraelem w Strefie Gazy, aż zostaną spełnione nasze żądania – poinformowało ugrupowanie.
Z kolei Izrael w tej chwili jest bardziej przychylny propozycjom rozejmowym. Mam nadzieję, że weszliśmy w końcową fazę konfliktu i że wkrótce osiągniemy cel, jakim jest trwały spokój. – powiedział Mark Regew, rzecznik izraelskiego rządu.
Około 22 czasu polskiego, premier Izraela poinformował, że Izrael zawiesza ogień od godziny 2 czasu lokalnego (1 czasu polskiego) wstrzymując tym samym 22-dniową ofensywę przeciwko organizacji Hamas, która kontroluje Strefę Gazy. „Cele Izraela zostały osiągnięte” – powiedział Olmert. Jednocześnie dodał, iż w wypadku kontynuacji ostrzału rakietowego terytorium Izraela przez Hamas, operacja zostanie kontynuowana.

### Zawieszenie broni
Zawieszenie broni zaczęło obowiązywać w niedzielę o godz. 0:00 czasu GMT (1:00 czasu polskiego, 2:00 czasu izraelskiego). Ehud Olmert zaznaczył, że izraelskie wojsko „rozważy wycofanie się z Gazy”, gdy Hamas również zawiesi działania zbrojne. W przeciwnym razie Izrael będzie kontynuował działania w celu obrony swych mieszkańców.
Wczesnym rankiem w Gazie doszło do wymiany ognia między zwaśnionymi stronami. Później Hamas odpalił rakiety, które spadły na Sederot. Na miasto spadło sześć rakiet. Po tym incydencie Izrael przed południem zaatakował z powietrza wyrzutnie rakiet.
Po południu 18 stycznia Hamas ogłosił zawieszenie broni. Zawieszenie obowiązywało też inne frakcje muzułmańskie w Gazie. Hamas dał Izraelowi tydzień na całkowite wycofanie się z zajętych podczas ofensywy terenów.

## Sytuacja po podpisaniu rozejmu
Izrael zaczynał stopniowo wycofywać swe formacje wojskowe ze Strefy Gazy. Dowódcy obu stron informowali, że zareagują ogniem na każdy przejaw agresji nieprzyjaciela.
19 stycznia swoje zwycięstwo w operacji ogłosił Izrael oraz Hamas.
Z kolei na konferencji prasowej Hamasu, bojownicy zapowiedzieli, że nadal będą się zbroili. Róbcie co chcecie – produkcja świętej broni to nasza misja – powiedział rzecznik zbrojnego ramienia Hamasu. Tego dnia nie odnotowano żadnych walk, więc nie zginęła żadna osoba. Saudyjski król Abd Allah zapowiedział przeznaczenie 1 mld dolarów na odbudowę zniszczeń w strefie Gazy.
20 stycznia Izrael otworzył szkoły, które zaczęły normalnie funkcjonować. 20 stycznia Hamas kontynuował atak moździerzowy na terytorium Izraela. Rakiety spadały na tereny przygraniczne przy mieście Negew.
23 stycznia Izrael podał, że nie otworzy granicy do Strefy Gazy, jeśli nie będzie miał pewności, że nie skorzysta na tym Hamas. Nicolas Sarkozy podał, że do wybrzeża Gazy płynie francuska fregata z helikopterem.
W Kairze 24 stycznia rzecznik Hamasu podał, że to palestyńskie ugrupowanie jest skore do rozmów z Izraelem na temat przedłużenia rozejmu i uwolnienia Gilada Shalita – izraelskiego żołnierza porwanego w 2006 – w zamian za uwolnienie palestyńskich więźniów. Hamas zaznaczył jednak, że rozmowy będą mogły się odbyć dopiero po otworzeniu granic.
Na początku lutego 2009 r. prokuratorzy Międzynarodowego Trybunału Karnego z siedzibą w Hadze rozważali kwestię postawienia zarzutów izraelskim dowódcom za domniemane zbrodnie wojenne popełnione w Strefie Gazy. W obawie, iż oskarżeni o zbrodnie wojenne oficerowie mogą później być pociągnięci do odpowiedzialności przed międzynarodowymi sądami, izraelska armia wprowadziła zakaz publikowania nazwisk oficerów biorących udział w izraelskiej agresji na Strefę Gazy.
We wrześniu 2009 Richard Goldstone, przewodniczący komisji Rady Praw Człowieka ONZ powołanej dla zbadania sytuacji w strefie Gazy, przedstawił raport oskarżający obie strony konfliktu o zbrodnie, prawdopodobne zbrodnie wojenne i zbrodnie przeciw ludzkości, domagając się postawienia winnych, w ciągu 6 miesięcy przed Międzynarodowym Trybunałem Sprawiedliwości. Raport został ostro skrytykowany przez Izrael i uznany za nieobiektywny.
W kwietniu 2011 autor raportu przyznał, iż pojawiły się nowe fakty. Wskazują one, że izraelskie pociski nie atakowały ludności cywilnej. Goldstone zarzucił Hamasowi, że wykorzystywał cywilów jako żywe tarcze.